# Distretto elettorale di Guinas
Il distretto elettorale di Guinas è un distretto elettorale della Namibia situato nella Regione di Oshikoto con 10.730 abitanti al censimento del 2011. Il capoluogo è la città di Oshivelo.
È formato dal territorio circostante alla città di Tsumeb e prende il nome dal lago Guinas. Oltre al capoluogo è rilevante la città di Tsintsabis.